# Wilmington (Vermont)
Wilmington ist eine Town im Windham County des Bundesstaates Vermont in den Vereinigten Staaten mit 2.255 Einwohnern (laut Volkszählung von 2020).

## Geografie

### Geografische Lage
Wilmington liegt im Südwesten des Windham Countys, mit den Ausläufern der Green Mountains im Westen. Von Westen nach Süden durchquert der Deerfield River die Town und wird im Südwesten zum Hariman Reservoir aufgestaut. Die State Route 100 durchquert die Town in Nordsüdrichtung und die State Route 9 in Ostwestrichtung. Die Hoosac Tunnel and Wilmington Railroad endet in Wilmington und verbindet Wilmington mit Massachusetts. Die höchste Erhebung ist der 577 m hohe Castle Hill im Westen.

### Nachbargemeinden
Alle Entfernungen sind als Luftlinien zwischen den offiziellen Koordinaten der Orte aus der Volkszählung 2010 angegeben.
- Norden: Dover, 3,5 km
- Osten: Marlboro, 14,4 km
- Südosten: Halifax, 13,5 km
- Süden: Whitingham, 3,3 km
- Südwesten: Readsboro, 12,3 km
- Westen: Searsburg, 10,0 km
- Nordwesten: Somerset, 12,3 km

### Klima
Die mittlere Durchschnittstemperatur in Wilmington liegt zwischen −7,8 °C (18 °Fahrenheit) im Januar und 19,4 °C (67 °Fahrenheit) im Juli. Die Schneefälle zwischen Oktober und Mai liegen mit bis zu knapp einem halben Meter (16 Inch) etwa doppelt so hoch wie die mittlere Schneehöhe in den USA. Die tägliche Sonnenscheindauer liegt am unteren Rand des Wertespektrums der USA.

## Geschichte

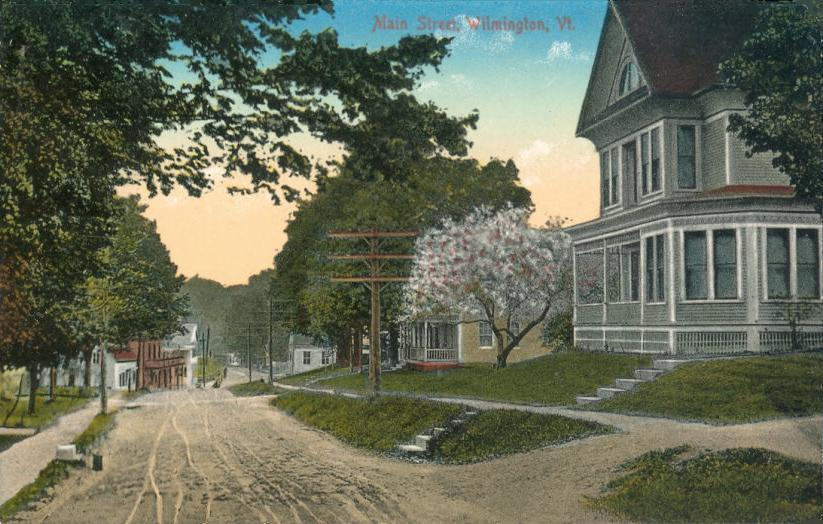
Main Street in Wilmington im Jahr 1914

Wilmington wurde am 29. April 1751 gegründet. Benannt wurde die Town nach Spencer Compton, 1. Earl of Wilmington, der mitverantwortlich war für die Ernennung von Benning Wentworth zum Gouverneur von New Hampshire. Da die Town nicht innerhalb des Fünfjahres-Zeitraums besiedelt wurde, wurde sie am 17. Juni 1763 erneut vergeben und diesmal Draper genannt, nach John und Richard Draper, Drucker aus Boston. Doch der Name gefiel den Siedlern nicht und der Name Wilmington setzte sich durch. Die erste Versammlung der Town fand am 7. Juli 1778 statt.
Wilmington wurde mehrfach von schweren Stürmen getroffen. Im Jahr 1818 traf ein schwerer Gewittersturm Wilmington. Mehrere Gebäude wurden vom Blitz getroffen, jedoch brannte nur eine Scheune ab. In dem Brand starb ein Mann. Ein Tornado traf die Town im Jahr 1822 und zerstörte mehrere Gebäude. Hurrikan Irene traf im Jahr 2011 auch Wilmington. Der Deerfield River trat nach schweren Regenfällen über die Ufer und überflutete die Innenstadt von Wilmington. Wilmington war eine der am stärksten durch den Hurrikan betroffene Towns im Staat Vermont. Eine Frau starb in den Fluten des Deerfield Rivers.

### Religionen
Knapp 69 % der Bewohner von Wilmington gehören keiner religiösen Gemeinschaft an, etwa 20 % sind katholisch und etwa 10 % sind Protestanten.

### Einwohnerentwicklung
| Volkszählungsergebnisse – Town of Wilmington, Vermont | Volkszählungsergebnisse – Town of Wilmington, Vermont | Volkszählungsergebnisse – Town of Wilmington, Vermont | Volkszählungsergebnisse – Town of Wilmington, Vermont | Volkszählungsergebnisse – Town of Wilmington, Vermont | Volkszählungsergebnisse – Town of Wilmington, Vermont | Volkszählungsergebnisse – Town of Wilmington, Vermont | Volkszählungsergebnisse – Town of Wilmington, Vermont | Volkszählungsergebnisse – Town of Wilmington, Vermont | Volkszählungsergebnisse – Town of Wilmington, Vermont | Volkszählungsergebnisse – Town of Wilmington, Vermont |
| Jahr                                                  | 1800                                                  | 1810                                                  | 1820                                                  | 1830                                                  | 1840                                                  | 1850                                                  | 1860                                                  | 1870                                                  | 1880                                                  | 1890                                                  |
| ----------------------------------------------------- | ----------------------------------------------------- | ----------------------------------------------------- | ----------------------------------------------------- | ----------------------------------------------------- | ----------------------------------------------------- | ----------------------------------------------------- | ----------------------------------------------------- | ----------------------------------------------------- | ----------------------------------------------------- | ----------------------------------------------------- |
| Einwohner                                             | 1.011                                                 | 1.193                                                 | 1.369                                                 | 1.367                                                 | 1.296                                                 | 1.372                                                 | 1.424                                                 | 1.246                                                 | 1.130                                                 | 1.106                                                 |
| Jahr                                                  | 1900                                                  | 1910                                                  | 1920                                                  | 1930                                                  | 1940                                                  | 1950                                                  | 1960                                                  | 1970                                                  | 1980                                                  | 1990                                                  |
| Einwohner                                             | 1.221                                                 | 1.229                                                 | 1.483                                                 | 1.171                                                 | 1.221                                                 | 1.169                                                 | 1.245                                                 | 1.586                                                 | 1.808                                                 | 1.968                                                 |
| Jahr                                                  | 2000                                                  | 2010                                                  | 2020                                                  | 2030                                                  | 2040                                                  | 2050                                                  | 2060                                                  | 2070                                                  | 2080                                                  | 2090                                                  |
| Einwohner                                             | 2.225                                                 | 1.876                                                 | 2.255                                                 |                                                       |                                                       |                                                       |                                                       |                                                       |                                                       |                                                       |

## Kultur und Sehenswürdigkeiten

### Öffentliche Einrichtungen
Das Southwestern Medical Center in Bennington ist das Krankenhaus für die Region. Es wurde im Jahr 1918 gegründet und verfügt über 99 Betten.

### Bildung
Wilmington bildet zusammen mit Whitingham den Twin Valley School District. Es gehört zur Windham South West Supervisory Union. Die Twin Valley Elementary School befindet sich in Wilmington; sie hat Klassen vom Pre-Kindergarten bis zur 5. Klasse.
Schülerinnen und Schüler der Klassen 6 bis 12 besuchen die Twin Valley Middle High School, die sich in Whitingham befindet.
Eine öffentliche Bücherei, die Pettee Memorial Library befindet sich an der Main Street. Die erste öffentliche Bücherei in Wilmington, die Wilmington Social Library wurde im Jahr 1796 gegründet. Sie befand sich in unterschiedlichen Häusern. Umbenannt in Wilmington free Library wurde sie im Jahr 1895. Der Bibliothekar war auch gleichzeitig der Post Master. Post Office und Bücherei befanden sich im selben Haus an der East Main Street in Wilmington. Anfang des 19. Jahrhunderts zog die Bücherei in den Keller der Town Hall. Lyman Pettee schließlich spendete Geld für den Bau einer neuen Bücherei. Er benannte sie nach seinen Eltern Anson und Lucy Pettee, die Pettee Memorial Library. Das Gebäude wurde im Jahr 1906 errichtet und noch heute befindet sich die Bücherei in diesem Gebäude.

## Persönlichkeiten

### Söhne und Töchter der Stadt
- James Manning Tyler (1835–1926), Jurist und Politiker